# Blue Lantern Corps
Los Blue Lantern Corps (también llamados Linternas Azules) es una organización ficticia que aparece en los cómics estadounidenses publicados por DC Comics, comenzando en 2007 en Green Lantern vol. 4 # 25 (diciembre de 2007) por Geoff Johns y Ethan Van Sciver. Sus poderes, similares a los de otras organizaciones basadas en el espectro emocional, son alimentados por la emoción de la esperanza. La esperanza es el sentimiento que le da poder a sus anillos.

## Historia ficticia
Los Blue Lantern Corps son uno de los nueve cuerpos que portan un color específico al espectro emocional dentro del Universo DC. Ellos han comenzado a desempeñar un rol cada vez más importante dentro de Green Lantern y Green Lantern Corps como uno de los participantes principales dentro del crossover "Blackest Night". En primer lugar formados por los desterrados Guardianes Ganthet y Sayd, que se instalan en el planeta Odym y sus poderes son alimentados por la emoción de la esperanza.
La creación de la Blue Lantern Corps tiene sus raíces en los hechos ocurridos durante la historia de la guerra de la corporación Siniestro, durante la primera mitad del evento, Ganthet y Sayd sirvieron como una voz disidente entre los Guardianes, ya que reconocen que la profecía Blackest Night en el Libro de Oa está cerca. Su voluntad de aceptar las emociones y el amor que tienen uno por el otro conduce a que los dos sean expulsados de Oa. Después de su exilio, Ganthet revela la profecía de la "Noche mas Oscura" a Hal Jordan, Guy Gardner, John Stewart y Kyle Rayner. En su descripción dice: "Por otra parte, un rayo de esperanza brillará desde el espacio profundo, como una faro advertira a los barcos que se alejen de las rocas, la luz azul se mantendrá en línea no en espíritu, si no en la fuerza.". Al final de la historia se revela que Ganthet y Sayd se han asentado en un planeta (más tarde nombrado Odym), y que han creado un anillo de poder azul, y su intención es formar su propio cuerpo.

### Ira de los Red Lanterns
En la trama de Rage of the Red Lanterns, finalmente se presentan los Blue Lanterns de Ganthet y Sayd. El Green Lantern Corps acaba de ser emboscado por el Red Lantern Corps, secuestrando a Sinestro de su custodia. Hal Jordan, tambaleándose por los efectos de un ataque de (Red Lantern recientemente agregado) Laira, se ve curado por los poderes de Saint Walker. Saint Walker se presenta a los Green Lanterns como el Blue Lantern del sector uno. Al estar en su proximidad emocional, los niveles de poder de Jordan aumentan mientras Walker espera su bienestar. Aunque Stewart sospecha de las intenciones de Walker, el anillo de Walker crea una ilusión basada en la psique de Stewart, liberándolo de los efectos del ataque de Red Lantern que lo causó. Con Stewart aplacado, Walker lleva a Jordan a Odym. Allí, se presenta al lector al segundo miembro del Blue Lantern Corps, mientras Walker y Jordan ven a Warth recibir un anillo de poder azul de Ganthet y Sayd. Después de lo cual los dos ex-Guardianes le piden a Jordan que ayude a los Blue Lanterns a rescatar a Sinestro de Atrocitus, ya que su supervivencia es importante en la próxima Guerra de Luz.

## Lema
Al igual que otras organizaciones de Linternas tienen un lema o juramento, que es:

En días y en noches de temor, en alma y corazón no habrá dolor,

Cuando la guerra creas perder - la esperanza todo te hara ver !

En otra ocasión también se leyó:

En el día más temeroso
En la noche más rabiosa

Con corazones fuertes nuestras almas se encienden

Cuando todo se vea perdido en la guerra de la luz

Mira hacia las estrellas...

Porque la esperanza arde brillante !!

## Miembros importantes
- Saint Walker (del Sector 1)
- Brother Warth (del Sector 2)
- Brother Hynn (del Sector 3)
- Sister Sercy (del Sector 4)
- Kyle Rayner (del Sector 2814)

## Otros miembros
- Barry Allen
- Hal Jordan
- Ganthet

## En otros medios

### Televisión
- Blue Lantern Corps apareció en Linterna Verde: La Serie Animada. Saint Walker apareció por primera vez en el episodio "Lost Planet" como un polizón en un planeta que ha sido el lugar del accidente de miles de barcos. Se encuentra con Razer (que había estado buscando un Green Lantern perdido), que intenta matarlo, pero Walker logra someterlo, y en su lugar le da un anillo de Green Lantern y desaparece. Razer cree que el anillo pertenece a Saint Walker, pero luego se descubre que pertenece a Mogo, el planeta que habían estado habitando. Cuatro episodios más tarde, en el episodio "Cambio de régimen", Ganthet activa su arma secreta "Hope", energía azul, en forma de una nueva batería de energía Blue Lantern en el barco, para ayudar a Hal Jordan y su equipo en una lucha contra los Red Lantern Corps. Al final, la batería de energía azul abandona la nave y vuela al espacio. En el episodio "Invasion", Mogo le dice a Saint Walker que suba una montaña, en la cima de la cual recibe el anillo y la batería de Blue Lantern. Se le muestra en el siguiente episodio, apareciendo junto con Mogo para ayudar a Kilowog a luchar contra la armada de los Red Lantern. Era capaz de disparar ráfagas de energía (al menos cuando estaba cerca del Green Lantern), así como de aumentar los poderes de Kilowog. Sin embargo, no pudo aumentar Mogo 'dentrosu explosión de poder. El ataque resultante fue lo suficientemente poderoso como para inutilizar a toda la flota enemiga. Se demostró que Saint Walker estaba brevemente agotado por el ataque, pero no pareció sufrir ningún efecto negativo de otra manera. En "Blue Hope", Ganthet inicia el Blue Lantern Corps con Saint Walker y Brother Warth como sus primeros miembros. Cuando Ganthet enciende la batería central, la onda de energía resultante sobrecarga todos los Linternas Verdes presentes. Pero luego se enteran de que tiene el mismo efecto en los Manhunters y Ganthet apaga la batería central hasta que se resuelve la amenaza de Manhunter. En "Dark Matter", el episodio final de la serie, Razer se propone encontrar a Aya, quien se sacrificó para salvar el universo. Su convicción de que ella todavía está viva le atrae un anillo de poder azul en los momentos finales del episodio.[7]

### Videojuegos
- Los Blue Lantern Corps aparecen en DC Universe Online. Saint Walker y el hermano Warth se muestran como algunos de los miembros conocidos del Blue Lantern Corps.
- Saint Walker aparece como un personaje jugable en Lego Batman 3: Beyond Gotham.

### Juguetes
- Saint Walker apareció en la serie Blackest Night de DC Comics Superhero Collection.
- Una figura de quince centímetros de Saint Walker se incluyó en la línea de juguetes Blackest Night.
- Una figura de seis pulgadas de Brother Warth se incluyó en la serie de figuras de acción Green Lantern de DC Direct.